# Rozières-en-Beauce
 Rozières-en-Beauce  es una población y comuna francesa, situada en la región de Centro, departamento de Loiret, en el distrito de Orléans y cantón de Meung-sur-Loire.

## Demografía
| 134 | 106 | 103 | 120 | 157 | 157 |
| Para los censos de 1962 a 1999 la población legal corresponde a la población sin duplicidades (Fuente: INSEE [Consultar]) |     |     |     |     |     |